# Romed Baumann
Romed Baumann (Hochfilzen, 14 januari 1986) is een Oostenrijkse alpineskiër. Hij vertegenwoordigde zijn vaderland op de Olympische Winterspelen 2010 in Vancouver en op de Olympische Winterspelen 2014 in Sotsji.

## Carrière
Baumann beleefde zijn internationale doorbraak bij de wereldkampioenschappen voor junioren in 2004, waar hij de gouden medaille won op de afdaling. In maart van dat jaar maakte hij in Sestriere zijn debuut in de wereldbeker. In 2006 werd de Oostenrijker voor de tweede keer wereldkampioen bij de junioren, dit keer op de combinatie. In november 2006 scoorde Baumann in Levi zijn eerste wereldbekerpunten, een maand later stond hij in Reiteralm voor de eerste maal in zijn carrière op het podium van een wereldbekerwedstrijd. Op de wereldkampioenschappen alpineskiën 2007 in Åre eindigde de Oostenrijker als zevende op de supercombinatie. In Val d'Isère nam Baumann deel aan de wereldkampioenschappen alpineskiën 2009. Op dit toernooi eindigde hij als achtste op de supercombinatie. Op 22 februari 2009 won hij zijn eerste wereldbekerwedstrijd in Sestriere. Tijdens de Olympische Winterspelen van 2010 in Vancouver eindigde de Oostenrijker als vijfde op de reuzenslalom, op de supercombinatie wist hij niet te finishen.
Op de wereldkampioenschappen alpineskiën 2011 in Garmisch-Partenkirchen eindigde Baumann als vierde op de afdaling, als zesde op de Super G en als elfde op de reuzenslalom, op de supercombinatie bereikte hij de finish niet. In Schladming nam hij deel aan de wereldkampioenschappen alpineskiën 2013. Op dit toernooi veroverde hij de bronzen medaille op de supercombinatie, daarnaast eindigde hij als achtste op de Super G. Tijdens de Olympische Winterspelen van 2014 in Sotsji eindigde de Oostenrijker als veertiende op de supercombinatie.
Op de wereldkampioenschappen alpineskiën 2015 in Beaver Creek eindigde Baumann als vierde op de alpine combinatie. In Sankt Moritz nam hij deel aan de wereldkampioenschappen alpineskiën 2017. Op dit toernooi eindigde hij als twaalfde op de alpine combinatie.
Vanaf juni 2019 komt Baumann uit voor Duitsland.

## Resultaten

### Olympische Spelen
| Jaar | Plaats    | Resultaten                          |
| ---- | --------- | ----------------------------------- |
| 2010 | Vancouver | 5e Reuzenslalom DNF Supercombinatie |
| 2014 | Sotsji    | 14e Supercombinatie                 |
| 2022 | Peking    | 7e Super G 13e Afdaling             |

### Wereldkampioenschappen
| Jaar | Plaats                 | Resultaten                                                   |
| ---- | ---------------------- | ------------------------------------------------------------ |
| 2007 | Åre                    | 7e Supercombinatie                                           |
| 2009 | Val-d'Isère            | 8e Supercombinatie                                           |
| 2011 | Garmisch-Partenkirchen | 4e Afdaling 6e Super-G 11e Reuzenslalom DNF1 Supercombinatie |
| 2013 | Schladming             | Supercombinatie · 8e Super G                                 |
| 2015 | Beaver Creek           | 4e Alpine combinatie                                         |
| 2017 | Sankt Moritz           | 12e Alpine combinatie                                        |
| 2019 | Åre                    | 14e Combinatie                                               |
| 2021 | Cortina d'Ampezzo      | Super G · 14e Afdaling                                       |
| 2023 | Courchevel-Méribel     | 19e Afdaling 27e Super G DNS2 Combinatie                     |
| 2025 | Saalbach               | 20e Afdaling 22e Super G                                     |

### Wereldbeker
Eindklasseringen
| Seizoen   | Algm | AD  | SL  | RS  | SG  | AC    | CE |
| --------- | ---- | --- | --- | --- | --- | ----- | -- |
| 2006/2007 | 46e  | 58e | 40e | –   | –   | 6e    |    |
| 2007/2008 | 42e  | 28e | 46e | 31e | –   | 12e   |    |
| 2008/2009 | 19e  | 25e | –   | 10e | –   | Brons |    |
| 2009/2010 | 19e  | 25e | –   | 14e | 31e | 6e    |    |
| 2010/2011 | 7e   | 5e  | –   | 17e | 7e  | 7e    | 5e |
| 2011/2012 | 13e  | 8e  | –   | 22e | 21e | Brons | 4e |
| 2012/2013 | 27e  | 17e | –   | 34e | 20e | 6e    |    |
| 2013/2014 | 37e  | 21e | –   | –   | 17e | 25e   |    |
| 2014/2015 | 14e  | 9e  | –   | –   | 13e | 13e   |    |
| 2015/2016 | 18e  | 16e | –   | –   | 15e | 8e    |    |
| 2016/2017 | 42e  | 19e | –   | –   | 30e | 13e   |    |
| 2017/2018 | 47e  | 22e | –   | –   | 32e | 12e   |    |
| 2018/2019 | 90e  | 51e | –   | –   | –   | 8e    |    |
| 2019/2020 | 61e  | 22e | –   | –   | 35e | 27e   |    |
| 2020/2021 | 24e  | 6e  | –   | –   | 15e |       |    |
| 2021/2022 | 35e  | 19e | –   | –   | 17e |       |    |
| 2022/2023 | 22e  | 8e  | –   | –   | 22e |       |    |
| 2023/2024 | 88e  | 37e | –   | –   | 46e |       |    |
| 2024/2025 | 66e  | 25e | –   | –   | 29e |       |    |

Wereldbekerzeges
| Datum            | Plaats    | Onderdeel       |
| ---------------- | --------- | --------------- |
| 22 februari 2009 | Sestriere | Supercombinatie |
| 5 februari 2012  | Chamonix  | Supercombinatie |